# Isaac Barrow
Isaac Barrow   (Londres, octubre 1630 - Londres, 4 de maig de 1677) va ser un matemàtic anglès, del segle xvii, primer catedràtic lucasià i mestre d'Isaac Newton.

## Vida
Barrow era fill d'un pròsper industrial de la llenceria: la seva mare va morir quan ell era un nen i el seu pare el va enviar a la Charterhouse school, on la seva despreocupació i la seva afició per les baralles, van causar molt mala impressió. Encara que la cronologia del jove Barrow és una mica confusa, sembla que va estar a l'escola de Felsted, dirigida per Martin Holbeach, durant uns quatre anys.
Les seves posicions monàrquiques i anglicanes, com les de la seva família, li van ocasionar problemes durant la guerra civil anglesa; tot i així va aconseguir ser admès al Trinity College (Cambridge) el 1646, on el seu mestre seria el dogmàtic purità Thomas Hill, qui exerciria una notable influència en Barrow, tot i que el seu tutor va ser el filòleg James Duport, i Barrow es va especialitzar en filologia clàssica i semítica graduant-se el 1649.
Probablement va començar els seus estudis de matemàtiques vers el 1648 o 1649 sota John Smith.
El 1654, James Duport va ser obligat a resignar per les seves posicions reialistes, i Barrow, amb el suport d'altres professors va optar al seu lloc, però no el va obtenir. Altres intents de trobar-li un lloc acadèmic adequat van resultar infructuosos i Barrow es va esmerçar en els seus estudis matemàtics fins que va decidir marxar al continent viatjant durant uns quants anys per França, Itàlia, Constantinoble, Alemanya i Holanda.

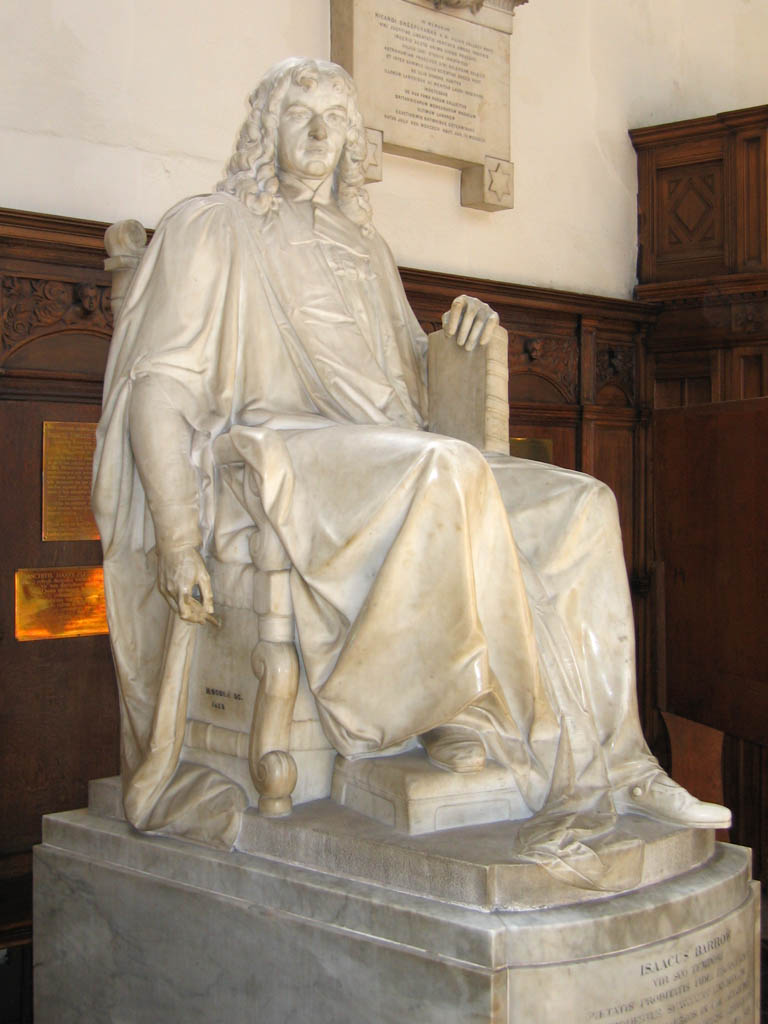
Estàtua en el seu honor a la capella del Trinity College per Matthew Noble.

Immediatament del seu retorn és ordenat sacerdot i obté el lloc de professor de grec a la Universitat de Cambridge. Dos anys més tard, el 1662, serà nomenat professor de geometria del Gresham College de Londres, càrrec que compatibilitza amb el de Cambridge.
El 1663, en crear-se la Càtedra Lucasiana de Matemàtiques a la Universitat de Cambridge, serà nomenat el primer titular d'aquesta, càrrec que mantindrà fins a la seva dimissió el 1669, en què serà succeït per Isaac Newton, el més important dels seus deixebles com a catedràtic de matemàtiques.
A partir de 1669, la seva obra serà teològica; nomenat capellà reial per Carles II d'Anglaterra el 1670 i master del Trinity College el 1673.

### Viatges
Va passar els quatre anys viatjant per França, Itàlia i Turquia. A Turquia va viure a Esmirna i va estudiar a Istanbul (llavors anomenada Esmirna i Constantinoble), i després de moltes aventures va tornar a Anglaterra el 1659. Era conegut per la seva valentia. Destaca especialment l'ocasió d'haver salvat el vaixell en què es trobava, pels mèrits de la seva pròpia destresa, de la captura dels pirates. Se'l descriu com de baixa estatura, prim i de complexió pàl·lida, amb el seu vestit descuidat i amb un hàbit compromès i de llarga data de consum de tabac (un inveterat fumador). Pel que fa a les seves activitats corteses, la seva aptitud per a l'enginy li va valer el favor de Carles II d'Anglaterra, i el respecte dels seus companys de cortesia. En els seus escrits es podria trobar, en conseqüència, una eloqüència sostinguda i una mica majestuosa. Va ser un personatge del tot impressionant de l'època, havent viscut una vida irreprensible en la qual va exercir la seva conducta amb la deguda cura i consciència.
A París va mantenir llargues converses amb Gilles Personne de Roberval i a Florència amb Vincenzo Viviani, l'últim deixeble de Galileo Galilei. Retorna a Cambridge el setembre de 1659.

### Mort i llegat
Barrow va morir solter a Londres als 46 anys i va ser enterrat a l'abadia de Westminster. John Aubrey, a Brief Lives, atribueix la seva mort a una addicció a l'opi adquirida durant la seva residència a Turquia.
A més de les obres esmentades anteriorment, va escriure altres tractats importants de matemàtiques, però en literatura el seu lloc està recolzat principalment pels seus sermons, que són obres mestres d'eloqüència argumentativa, mentre que el seu Tractat sobre la supremacia del Papa és considerat com un dels més importants. exemplars perfectes de controvèrsia existent. El caràcter de Barrow com a home era en tots els aspectes digne dels seus grans talents, tot i que tenia una forta vena d'excentricitat.

## Càlcul de tangents
Les conferències geomètriques contenen algunes noves maneres de determinar les àrees i tangents de corbes. El més celebrat d'ells és el mètode donat per a la determinació de tangents a corbes, i això és prou important com per requerir un avís detallat, perquè il·lustra la manera com Barrow, Hudde i Sluze treballaven en les línies suggerides per Fermat cap a mètodes del càlcul diferencial.
Fermat havia observat que la tangent en un punt P d'una corba es determinava si se'n coneixia un altre punt a més de P; per tant, si es pogués trobar la longitud de la subtangent MT (determinant així el punt T), aleshores la recta TP seria la tangent requerida. Ara Barrow va remarcar que si es dibuixaven les abscisses i les ordenades en un punt Q adjacent a P, obtenia un petit triangle PQR (que va anomenar triangle diferencial, perquè els seus costats QR i RP eren les diferències de les abscisses i les ordenades de P i P). Q), de manera que K
TM: MP = QR: RP.
Per trobar QR: RP va suposar que x, y eren les coordenades de P, i x − e, y − a les de Q (Barrow va utilitzar p per a x i m per a y, però aquest article utilitza la notació estàndard moderna). Substituint les coordenades de Q a l'equació de la corba, i descuidant els quadrats i les potències superiors de e i a en comparació amb les seves primeres potències, va obtenir e: a. La relació a / e es va anomenar posteriorment (d'acord amb un suggeriment fet per Sluze) el coeficient angular de la tangent en el punt.
Barrow va aplicar aquest mètode a les corbes
1. x ² (x ² + y ²) = r ² y ², la corba kappa;

1. x 3 + y 3 = r 3;

1. x 3 + y 3 = rxy, anomenat Foli de Descartes;

1. y = (r − x) tan π x /2 r, la quadratrix; i

1. y = r tan π x /2 r.

Aquí n'hi haurà prou amb prendre com a il·lustració el cas més simple de la paràbola y ² = px. Utilitzant la notació donada anteriorment, tenim per al punt P, y ² = px; i pel punt Q:
(y − a) ² = p (x − e).
Restant obtenim
2 ay − a ² = pe.
Però, si a és una quantitat infinitesimal, a ² ha de ser infinitament més petit i, per tant, es pot descuidar en comparació amb les quantitats 2 ay i pe. Per tant
2 ay = pe, és a dir, e: a = 2 y: p.
Per tant,
TM: y = e: a = 2 y: p.
Per tant
TM = 2 y ² / p = 2 x.
Aquest és exactament el procediment del càlcul diferencial, excepte que allà tenim una regla per la qual podem obtenir la relació a / e o dy / dx directament sense la feina de passar per un càlcul similar a l'anterior per a cada cas .

## Obra
La seva obra matemàtica es redueix a una edició dels Elements d'Euclides (1659) i una altra de La Data (Δεδομένα), també d'Euclides (1657). Es tracta fonamentalment d'edicions de l'obra euclidiana adaptant-la al nou llenguatge formal de les matemàtiques que havia aparegut en el segle xvii. El mateix Barrow diu en el prefaci que n'hauria tingut prou amb l'edició d'André Tacquet si no s'hagués limitat a vuit llibres, en comptes dels quinze originals.

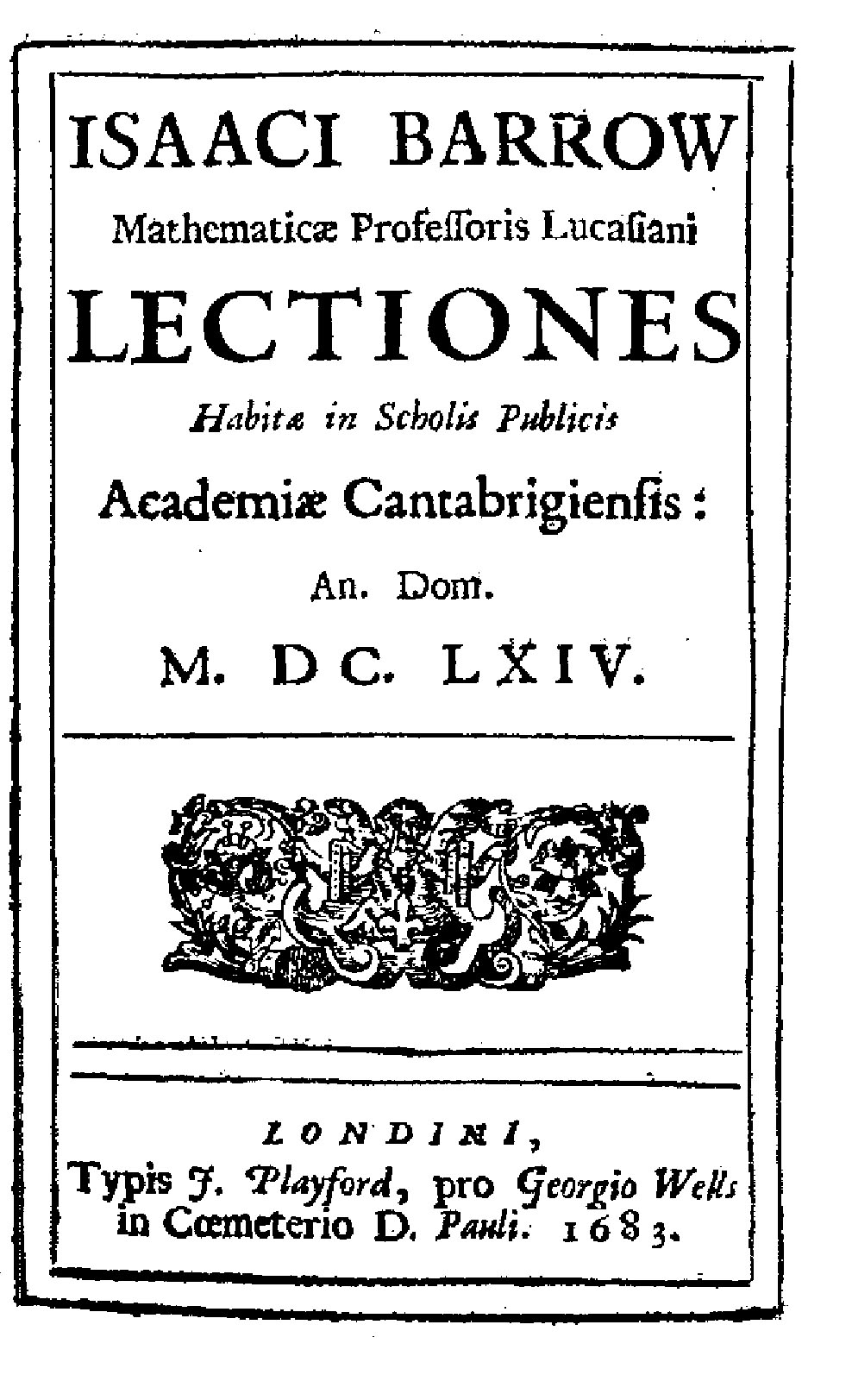
Lectiones: Les seves classes de 1664 publicades el 1683.

Més interès tenen els llibres que es van editar després d'haver abandonat la càtedra lucasiana:
- Lectiones Mathematicae: es tracta de les classes que va donar en fer-se càrrec de la càtedra lucasiana els anys 1664, 1665 i 1666. Ven ser editades en forma de llibre el 1685. Les classes tracten dels principis generals de les matemàtiques, fent referència a les polèmiques i crítiques aparegudes i amb una reivindicació final de la teoria de les proporcions d'Euclides.[14] Cal notar que Barrow defensa la superioritat de la geometria sobre l'aritmètica, basant-se en el fet que els nombres només mostren punts específics de les magnituds contínues tractades per la geometria.[15]
- Lectiones Geometricae: publicat el 1670. traduït a l'anglès com a Conferències geomètriques (1735) per Edmund Stone,[16] més tard traduït com a Conferències geomètriques d'Isaac Barrow (1916) per James M. Child.[17]
- Lectiones Opticae: publicat el 1670 juntament amb l'anterior. Potser és en aquest llibre, discutit abastament amb Newton, on es va desenvolupar amb més claredat el programa matematitzador de la natura que no farà més que créixer en els anys següents.[18]

Altres obres:
- Epitome Fidei et Religionis Turcicae (1658)
- "De Religione Turcica anno 1658" (poema)
- Apollonii Conica (1675) traducció de Conics
- Arquimedis Opera (1675) traducció de les obres d’Arquimedes
- Theodosii Sphaerica (1675) traducció de les Esfèriques de Teodosi
- Tractat sobre la supremacia del Papa, al qual s'afegeix un discurs sobre la unitat de l'Església (1680) (edició de 1859)
- De contentament, paciència i resignació a la voluntat de Déu (1685)
- Les obres del docte Isaac Barrow, DD (1700) Vol. 1, Vol. 2–3
- Les obres del doctor Isaac Barrow (1830), vol. 1, Vol. 2, Vol. 3, Vol. 4, vol. 5, Vol. 6, Vol. 7 [sermons i assaigs teològics]